# Красножан, Юрий Анатольевич
Ю́рий Анато́льевич Красножа́н (род. 7 июня 1963, Нальчик) — советский и российский футболист, выступавший на позициях защитника и полузащитника; главный тренер женской сборной России c 30 декабря 2020 года.

## Игровая карьера
В первой половине 1980-х годов выступал за нальчикский «Спартак». В течение пяти лет Красножан провёл за кабардино-балкарский клуб 66 матчей, в которых забил один гол. В течение всего времени выступления за «Спартак» он входил в состав молодёжной сборной РСФСР. Совмещая карьеру футболиста с учёбой, в 1985 году Красножан получил высшее образование на факультете физического воспитания КБГУ и начал работу преподавателем физкультуры в общеобразовательной школе г. Нальчика.

## Тренерская карьера

#### «Автозапчасть»
В начале 1990-х, получив необходимый образовательный опыт, Красножан принял участие в создании и становлении футбольного клуба «Эталон» (позднее переименованного в «Автозапчасть») из города Баксан, в котором успел провести за три сезона 89 матчей и забить 6 голов. При его активном участии клуб получил профессиональный статус и вышел во вторую лигу российского чемпионата, а в розыгрыше Кубка России 1996 года вышел в 1/8 финала. К тому времени Красножан уже три года работал тренером в «Автозапчасти». В том же году он поступил в Высшую школу тренеров по футболу и через год успешно её закончил, получив соответствующую тренерскую лицензию.

#### «Спартак» (Нальчик)
По прошествии трёх лет, в 1999 году, Красножан был назначен тренером ПФК «Спартак» (Нальчик). С 2000 по 2003 год он работал с дублирующим составом, игравшим в Первенстве КФК. За это время он воспитал для главной команды Руслана Нахушева, Аслана Машукова и других футболистов. В начале 2004 года руководство «Спартака» назначило Красножана на должность главного тренера основной команды вместо уволенного Софербия Ешугова. В феврале того же года Аттестационная комиссия при Центре подготовки специалистов в сфере футбола присвоила ему тренерскую категорию А.
С приходом Красножана нальчикский клуб начал бороться за высокие цели: в 2005 году, не имея на начало сезона солидной финансовой поддержки и не обладая на тот момент развитой инфраструктурой, команда по ходу всего сезона боролась за место в лидерах, в итоге заняла второе место и вышла в Премьер-лигу. В высшем дивизионе российского футбола Красножану, несмотря на постоянные проблемы с составом, удаётся удерживать команду на плаву. В Кубке России 2007/08 нальчикский «Спартак» вышел в четвертьфинал, где проиграл ЦСКА со счётом 1:2. По итогам сезона 2006 года, по результатам опроса, проведённого футбольным журналом Total Football, Юрий Красножан был признан «тренером-открытием».
На выборах в Парламент Кабардино-Балкарии 2009 года был третьим в списке «Единой России».

#### «Локомотив» (Москва)
Президент московского «Локомотива» Ольга Смородская заявила, что видит Красножана на посту главного тренера команды, вместо отправленного в отставку Юрия Сёмина. 13 декабря 2010 года Красножан был официально назначен на эту должность.
4 июня 2011 года появились слухи в СМИ по поводу отставки Красножана, как было сказано, причиной того стали, по мнению Ольги Смородской, ошибки, допущенные наставником в подготовке, определении стартового состава и заменах, сделанных в домашнем матче 11-го тура чемпионата России с «Анжи».
6 июня Совет директоров «Локомотива» отправил Юрия Красножана в отставку с формулировкой «за допущенные упущения в работе». Сам тренер объяснил свою отставку желанием некоторых людей «поживиться на предполагаемых приобретениях клуба».

#### Вторая сборная России
4 июля 2011 года был назначен главным тренером второй сборной России. Под его руководством команда провела шесть матчей, выиграв пять из них. Однако после прихода на пост президента РФС Николая Толстых и перехода Красножана в «Кубань» было решено прекратить проект второй сборной.

#### «Анжи»
27 декабря 2011 было объявлено о назначении главным тренером «Анжи». Однако уже 13 февраля 2012 Красножан ушёл в отставку по собственному желанию. Команда под руководством Красножана не сыграла ни одного официального матча.

#### «Кубань»
16 августа 2012 года был назначен главным тренером краснодарской «Кубани». 4 января 2013 года спортивные издания сообщили, что в ближайшее время будет объявлено об увольнении Красножана с поста главного тренера краснодарской команды. 8 января главный инвестор «Кубани» Олег Мкртчян в обращении к болельщикам, размещённом на официальном сайте клуба, сообщил о прекращении сотрудничества с Юрием Красножаном.

#### «Терек»
26 мая 2013 года официальный сайт «Терека» сообщил, что в ближайшее время Красножан подпишет с клубом трёхлетний контракт. 31 мая контракт был подписан. Он был рассчитан на 3 года с возможностью дальнейшей пролонгации. 28 октября 2013 года был отправлен в отставку за неудовлетворительные результаты команды (14-е место после 14 туров).

#### Сборная Казахстана
7 февраля 2014 года был назначен главным тренером национальной сборной Казахстана, контракт с ним был подписан по системе «2+2».
В декабре 2015 года истек срок соглашения, Федерация Футбола предложила продлить его ещё на два года, однако Красножан предпочел отказаться от этого предложения.

#### «Химки»
В феврале 2018 стал главным тренером клуба «Химки». 1 июня 2018 года в ФК «Химки» объявили об окончании сотрудничества с Красножаном по окончании действия контракта.

#### Женская сборная России
30 декабря 2020 года Юрий Красножан возглавил женскую сборную России, сменив на этом посту Елену Фомину. В апреле 2021 года под руководством Красножана женская сборная России победила в стыковых матчах Португалию (1:0 в Лиссабоне, 0:0 в Москве), пробившись тем самым в финальный турнир Евро-2022. В сентябре 2021 года команда стартовала в отборе к чемпионату мира 2023.

## Тренерская статистика
Данные откорректированы по состоянию на 1 июня 2018 года
| Команда                | Начало работы   | Завершение работы | Показатели | Показатели | Показатели | Показатели | Показатели | Показатели | Показатели | Показатели |
| Команда                | Начало работы   | Завершение работы | М          | В          | Н          | П          | МЗ         | МП         | РМ         | % побед    |
| ---------------------- | --------------- | ----------------- | ---------- | ---------- | ---------- | ---------- | ---------- | ---------- | ---------- | ---------- |
| Спартак-Нальчик        | 1 января 2004   | 29 ноября 2010    | 246        | 91         | 67         | 88         | 302        | 290        | +12        | 36,99      |
| Локомотив              | 13 декабря 2010 | 6 июня 2011       | 11         | 5          | 3          | 3          | 17         | 10         | +7         | 45,45      |
| Россия-2               | 4 июля 2011     | 31 октября 2012   | 6          | 5          | 1          | 0          | 15         | 4          | +11        | 83,33      |
| Анжи*                  | 27 декабря 2011 | 13 февраля 2012   | 0          | 0          | 0          | 0          | 0          | 0          | 0          | 0          |
| Кубань                 | 16 августа 2012 | 8 января 2013     | 17         | 10         | 2          | 5          | 29         | 16         | +13        | 58,82      |
| Терек                  | 31 мая 2013     | 28 октября 2013   | 14         | 1          | 6          | 7          | 7          | 14         | -7         | 7,14       |
| Сборная Казахстана     | 7 февраля 2014  | 19 декабря 2015   | 18         | 3          | 7          | 8          | 18         | 25         | -7         | 16,67      |
| Химки                  | 9 февраля 2018  | 1 июня 2018       | 13         | 4          | 1          | 8          | 9          | 17         | -8         | 30,77      |
| Женская сборная России | 30 декабря 2020 | н.в.              | 12         | 8          | 1          | 3          | 29         | 8          | +21        | 75         |
| Итого                  | Итого           | Итого             | 337        | 127        | 87         | 122        | 427        | 385        | +42        | 37,68      |

* — не проводил официальных матчей в качестве тренера «Анжи»